# Brazópolis
Brazópolis is een gemeente in de Braziliaanse deelstaat Minas Gerais. De gemeente telt 14.246 inwoners (schatting 2022). In 1923 is de stad vernoemd naar Francisco Brás Pereira Gomes en zijn zoon en president Venceslau Brás, voorheen heette de stad São Caetano da Vargem Grande. Vanaf 12 januari 2009 wordt de naam officieel met een Z geschreven.

## Aangrenzende gemeenten
De gemeente grenst aan Cachoeira de Minas, Conceição dos Ouros, Paraisópolis, Piranguçu, Piranguinho en Campos do Jordão (SP).

## Geboren
- Venceslau Brás (1868-1966), president van Brazilië (1914-1918)
- Débora Cristiane de Oliveira, "Debinha" (1991), voetbalster